# Kato Shinya
Shinya Kato (sinh ngày 19 tháng 9 năm 1980) là một cầu thủ bóng đá người Nhật Bản.

## Sự nghiệp câu lạc bộ
Shinya Kato đã từng chơi cho Kashima Antlers, JEF United Ichihara, Yokohama F. Marinos, Kashiwa Reysol, Ehime FC và Ventforet Kofu.